# Escola francesa de cravo
A França conheceu durante o período barroco (séculos XVII e XVIII), um verdadeiro florescimento de compositores para o cravo: a escola francesa de cravo.

## Cronologia
Pode-se dividir esquematicamente esse período em duas partes:

### Início da música de cravo em França (1640-1710)
O primeiro período, até cerca de 1710, é o dos pioneiros, que estão desenvolvendo o estilo francês, o style brisé ("estilo quebrado") e a estrutura da suíte clássica. Desde esta época é atestada a importância especial que os músicos franceses dão à ornamentação: é comum os compositores inserirem no início das suas obras impressas uma "tabela de ornamentos", descrevendo de forma mais ou menos explícita, a maneira como devem ser interpretados. François Couperin, a grande figura do cravo, determinará mais tarde, que uma interpretação dos ornamentos diferente da que ele preconisa nas suas partituras trai o pensamento do compositor.
Encaixam-se nesta primeira estética, numa ordem aproximadamente cronológica:
- Jacques Champion de Chambonnières, considerado o "pai" da escola francesa
  - 2 livros publicados em 1670 (peças escritas muito antes)
- Louis Couperin
  - entre 1650 e 1661: cerca de 130 peças mantidas em manuscrito
- Jacques Hardel: algumas peças no Manuscrito Bauyn
- Nicolas Lebègue;
  - 1677 - Primeiro livro de peças agrupadas em suítes
  - 1687 - Segundo livro de suites
- Jean-Henri d'Anglebert;
  - 1689 - coleção de peças para o cravo com transcrições de obras de Lully e algumas peças de órgão
- Jean-Nicolas Geoffroy;
  - antes de 1694: 255 peças, agrupadas em suítes, em todos os tons, mantidas em manuscrito
- Louis Marchand;
  - 1699: Primeiro livro (1 suíte)
  - 1702: Segundo livro (1 suíte)
  - cerca de 1715: livro (1 suíte) (descoberto em 2003)
- Charles Dieupart;
  - 1701 (?): 6 suítes com abertura à francesa
- Gaspard Le Roux;
  - 1705: 7 suítes
- Élisabeth Jacquet de la Guerre;
  - 1687: Primeiro livro de suítes
  - 1707: Segundo livro de suítes
- Louis-Nicolas Clérambault;
  - 1704: Primeiro livro (2 suítes)

Deve-se mencionar aqui o alemão Johann Jakob Froberger, presente em Paris em torno de 1650, e cuja influência parece determinante para o desenvolvimento da forma clássica da suíte (alemanda, corrente, sarabanda e giga).
Fora das coletâneas impressas (as primeiras são as de Chambonnières), as fontes mais importantes, principalmente para Louis Couperin - são o Manuscrito Bauyn e o Manuscrito Parville.
Muitos desses artistas praticam a forma, arcaica a partir de 1700, do prelúdio não mesurado herdada dos alaudistas, bem como algumas danças em desuso (branle de basque, canaria, pavana, galharda, etc.)

### Segundo período (1710-1789)
O segundo período, a partir dos anos 1710, vê a renovação das formas e do estilo, sob os impulsos complementares de François Couperin e Jean-Philippe Rameau. Se o primeiro se revela como o grande poeta do instrumento, o segundo introduz um jogo brilhante, evocando, por vezes, Scarlatti. Na tradição francesa seus seguidores, como Daquin, se apoiarão em ambas as fontes.
Este período se caracteriza pela ruptura progressiva da suíte (forma que Couperin e alguns dos seus seguidores chamam "ordre"), a importância crescente dada às peças de caráter ou imitativas, a influência do virtuosismo italiano e a multiplicação dos livros.
No final do período, os modos começam a evoluir em direção ao "estilo galante" e ao uso do baixo Alberti. Esta tendência é claramente refletida no último livro de Duphly. Mas este é o último músico a dedicar todo o seu trabalho ao cravo, que sofre então a substituição pelo pianoforte: a sua morte, em 1789, como Armand-Louis Couperin, aparece como o símbolo fortuito de uma época passada.
Durante este período de tempo foram ativos (lista não exaustiva):
- François Couperin
  - 1713: Primeiro livro- Ordres 1 a 5
  - 1716: 8 préludes et allemande de L'Art de toucher le clavecin
  - 1717: Segundo livro- ordres 6 a 12
  - 1722: Terceiro livro- ordres 13 a 19
  - 1730: Quarto livro- ordres 20 a 27
- Nicolas Siret
  - 1709 (?): Primeiro livro (dedicado a François Couperin)
  - 1719: Segundo livro
- Jean-Philippe Rameau
  - 1706: Primeiro livro
  - 1724: Segundo livro
  - 1728: Terceiro livro
  - 1741: Cinco peças de cravo em concerto
  - 1747: La Dauphine (peça isolada)
- Jean-François Dandrieu
  - 1705: três livros de cravo ditos "da juventude"
  - 1724: "Primeiro livro"
  - 1728: Segundo livro
  - 1734: Terceiro livro
- Louis-Antoine Dornel
  - 1731: 6 suítes
- Le Bret
  - cerca de 1730-1740: duas suítes
- François d'Agincourt
  - 1733: coleção de 4 "ordres"
- Durocher
  - 1733: Primeiro livro
- Pierre Février
  - 1734: Primeiro livro
  - cerca de 1740: Segundo livro
- Michel Corrette
  - 1734: Primeiro livro
  - 1749 a 1769: Les Amusements du Parnasse - método de cravo (6 livros)
- Louis-Claude Daquin
  - 1735: Primeiro livro - 4 suítes
- Jean-Odéo Demars
  - 1735: Primeiro livro - 4 suítes
- Joseph Bodin de Boismortier
  - 1735: Quatro suítes de peças de cravo - opus 59
- Bernard de Bury
  - 1737: Primeiro livro - 4 suítes
- Josse Boutmy
  - 1738-1750: 3 livros
- Charles-Alexandre Jollage
  - 1738: "Primeiro livro"
- Jean-Adam Guilain
  - 1739: "Primeiro livro"
- Jean-Baptiste Barrière
  - 1740: "Sonatas e Peças para cravo"
- Philippe-François Véras
  - 1740: "Primeiro livro"
- Jean-Joseph Cassanéa de Mondonville
  - 1740: Peças de cravo em sonatas com acompanhamento de violino op.3
  - 1748: Peças de cravo com voz ou violino op.5
- Pierre-Claude Foucquet
  - cerca de 1740-1750: 3 livros
- Pierre-Jean Lambert
  - 1741: Peças de cravo (5 suítes)
- Célestin Harst
  - 1745: "Primeiro livro"
- Joseph Nicolas Pancrace Royer
  - 1746: "Primeiro livro"
- Jean-Baptiste Antoine Forqueray
  - 1747: Peças para cravo, transcritas de peças para viola do seu pai e suas
- Friedrich Wilhelm Marpurg ou Marpourg, alemão residente na França
  - vers 1748: "Primeiro livro"
- Claude Balbastre
  - 1748: Primeiro livro
  - 1759: Segundo livro
- Armand-Louis Couperin
  - 1751: Peças para cravo
- Christophe Moyreau
  - 1753: 6 livros
- Jacques Duphly
  - 1744: Primeiro livro
  - 1748: Segundo livro
  - 1756: Terceiro livro
  - 1768: Quarto livro
- Charles Noblet
  - 1757: "Novas suítes de peças para cravo e três sonatas, com acompanhamento de violino"
- Abbé Gravier
  - 1759: Seis sonatas
- Simon Simon
  - 1761: Primeiro livro
  - 1770: Segundo livro
  - 1770: Terceiro livro
- J. Feyzeau
  - 1764: Peças de cravo em sonatas
- Jean-Jacques Beauvarlet Charpentier
  - 1764: 6 sonatas para cravo
  - 1770: Primeiro livro de peças para cravo
  - 1776: Árias escolhidas variadas para cravo ou pianoforte
  - 1778: 2 concertos para cravo ou pianoforte
  - 1779: 3º coleção de pequenas árias escolhidas e variadas para cravo, pianoforte ou harpa
  - 1782: 5ª coleção de seis árias escolhidas e variadas para cravo ou pianoforte; 2 são em duo
- Jean-Frédéric Edelmann
  - Coleção de peças para cravo, cerca de 1770
- Jean-François Tapray
  - 1770: 4 variações sobre Les Sauvages de Rameau
  - 1789: Primeiros elementos do cravo ou do piano op 25 (doze peças)
  - etc.
- Josse-François-Joseph Benaut
  - 1773: Pimeiro (e único) livro (para o cravo ou pianoforte)
- Franz Beck
  - 1773: Sonatas para cravo ou pianoforte